# Objectif télécentrique

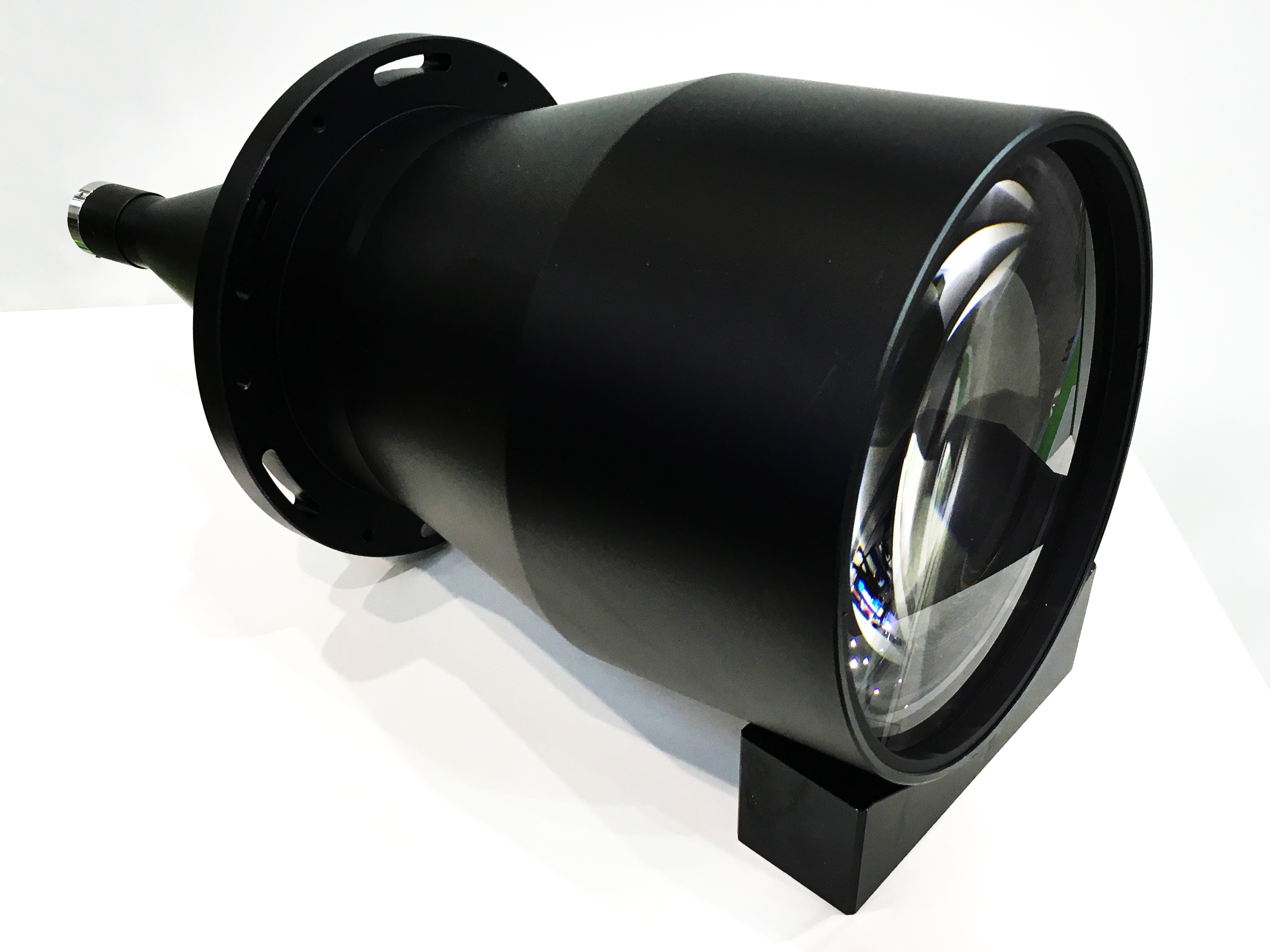
Objectif bi-télécentrique d'un diamètre de 208 mm avec monture C.

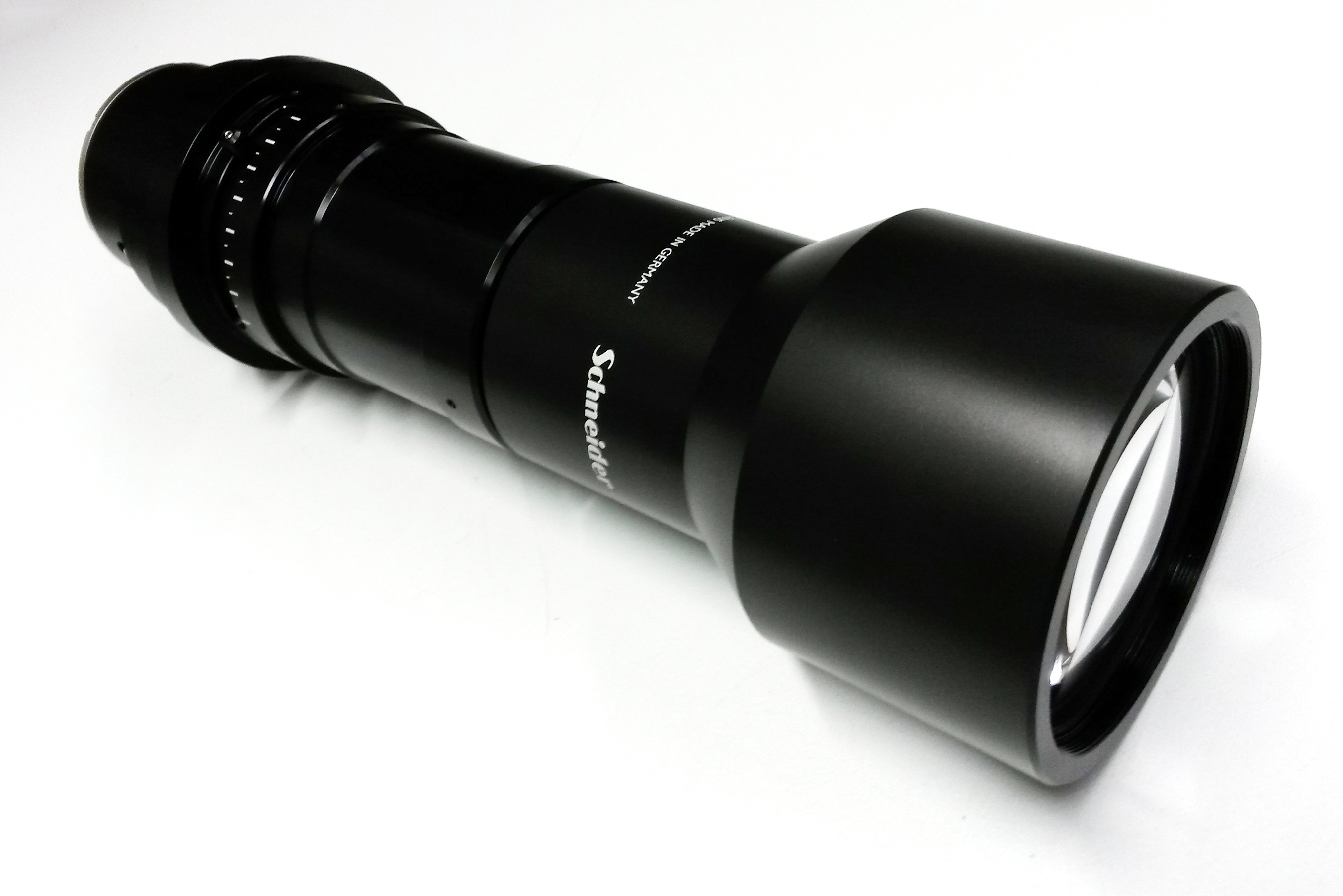
Lentille bi-télécentrique.

Un objectif télécentrique est un objectif optique dont la pupille d'entrée ou de sortie est à l'infini. Cela signifie que les rayons principaux (Les rayons obliques qui passent par le centre du diaphragme d'ouverture) sont parallèles à l'axe optique devant ou derrière l'objectif, respectivement. Le moyen le plus simple de rendre un objectif télécentrique consiste à placer un diaphragme sur l'un des points focaux de l'objectif. 
Une pupille d'entrée à l'infini rend l'objectif objet télécentrique ce qui produit une vue orthographique de l'objet imagé. Ces objectifs sont utilisées dans les systèmes de vision industrielle car le grossissement de l'image est indépendant de l'éloignement ou de la position de l'objet dans le champ de vision. 
Une pupille de sortie à l'infini rend la lentille image télécentrique. Ces lentilles sont utilisées avec des capteurs  ou autres systèmes optiques dont le fonctionnement est dégradé si la plage d'angles incidents est importante. Par exemple, un prisme trichroïque fonctionnera mieux derrière un objectif télécentrique. 
Si les deux pupilles sont à l'infini, l'objectif est qualifié de double télécentrique (ou bi-télécentrique ). 

## Objectif image télécentriques

Un objectif objet télécentrique idéalisée, composé d'une lentille convergente mince et d'un diaphragme situé à une distance focale derrière la position de la lentille.

Les objectifs non télécentriques présentent un grossissement variable selon la distance à laquelle se trouve l'objet. La plupart des objectifs sont qualifiés d'entocentriques - les objets plus éloignés ont un grossissement inférieur. Pour les lentilles péricentriques, les objets les plus éloignés subissent un grossissement plus élevé. 
La variation du grossissement avec la distance pose plusieurs problèmes pour la vision industrielle et d'autres applications :
- la taille apparente des objets change avec la distance à la caméra ;
- certains détails ou certains objets peuvent être masqués par des objets plus proches de l'objectif ;
- la forme apparente des objets varie en fonction de la distance par rapport au centre du champ de vision (FOV). Les objets près des bords du champ de vision sont déformés.

Les objectifs télécentriques, quant à eux, fournissent une projection orthographique. C'est-à-dire que le grossissement est le même quelle que soit la distance qui sépare l'objet de l'objectif. Néanmoins, un objet trop près ou trop loin de l'objectif peut quand même être flou. Malgré cela, l'image floue observée aura la même taille que si l'image avait été correctement mise au point. 
Parce que leurs images ont un grossissement et une géométrie constants, les objectifs télécentriques sont utilisés pour les applications de métrologie lorsqu'un système de vision industrielle doit déterminer la taille précise des objets indépendamment de leur position dans le FOV et de leur éloignement. Ces objectifs sont également couramment utilisées en lithographie optique pour former des motifs dans des puces semi-conductrices.   
À distance focale et ouverture égales, les objectifs télécentriques ont tendance à être plus encombrants, plus lourds et plus chers que les objectifs normaux. Cela est en partie dû aux composants supplémentaires nécessaires pour obtenir la télécentricité. D'autant plus que l'objectif doit être au moins aussi grand que le plus grand objet à imager (ou la plus grande image à projeter). 
Afin d'optimiser l'effet télécentrique, ces objectifs sont souvent utilisées en conjonction avec des illuminateurs télécentriques (ou "collimatés"). Cet éclairage a pour caractéristique de produire des rayons rigoureusement parallèles, souvent à partir de sources LED.
Au niveau du capteur, tous les rayons principaux de ces lentilles frappent d'aplomb ou à un angle d'incidence nul. Cette propriété minimise toute dépendance à l'angle d'incidence de l'optique suivante. Généralement un capteur ou un prisme trichroïque. De nombreux objectifs qui ont été spécialement optimisés pour les appareils photo reflex numériques sont presque télécentriques du côté de l'image. Cela a pour objectif d'éviter le vignettage et la diaphonie entre les couleurs qui se produit en présence de rayons obliques sur les capteurs basés sur un réseau de filtres de couleur. 
L'image formée par un système image télécentrique est uniformément éclairée du fait de l'incidence normale des rayons en tout point de l'image. Cette propriété est couramment utilisée en photographie et est très utile pour les applications de mesure radiométrique et de colorimétrie où l'on aurait besoin que l'irradiance soit la même quelle que soit la position du champ. 
Les objectifs bi-télécentriques ont un grossissement plus rigoureusement constant que ceux qui ne sont qu'objet télécentriques. En effet, la position d'interception des rayons principaux sur le détecteur ne change pas.

## Voir également
- Projection orthographique

## Sources
1. ↑  « Cours de formation aux objectifs télécentriques | Ressources | Opto Engineering », sur opto-e.fr (consulté le 1er mai 2020).